# Nikita Sjtjerbak
Nikita Sergejevitj Sjtjerbak, ryska: Никита Сергеевич Щербак, född 30 december 1995, är en rysk professionell ishockeyforward som spelar för Avangard Omsk i KHL. 
Han har tidigare spelat på NHL-nivå för Los Angeles Kings och Montreal Canadiens och på lägre nivåer för St. John's Icecaps i AHL samt Saskatoon Blades och Everett Silvertips i WHL.

## Klubblagskarriär

### NHL

#### Montreal Canadiens
Sjtjerbak draftades i första rundan i 2014 års draft av Montreal Canadiens som 26:e spelare totalt.

#### Los Angeles Kings
Han plockades på waivers av Los Angeles Kings den 2 december 2018.
Den 23 juni 2019 valde Kings att inte erbjuda Sjtjerbak nytt kontrakt.

### KHL

#### Avangard Omsk
Under sommaren 2019 skrev han på för Avangard Omsk i KHL.

## Statistik
| 2012–2013  | Kapitan Stupino    | MHL        | 50  | 7  | 7   | 14  | 14  | —  | — | — | — | —  |  |  |  |  |
| 2013–2014  | Saskatoon Blades   | WHL        | 65  | 28 | 50  | 78  | 46  | —  | — | — | — | —  |  |  |  |  |
| 2014–2015  | Everett Silvertips | WHL        | 65  | 27 | 55  | 82  | 60  | 11 | 3 | 5 | 8 | 10 |  |  |  |  |
| 2015–2016  | St. John's Icecaps | AHL        | 48  | 7  | 16  | 23  | 20  | —  | — | — | — | —  |  |  |  |  |
| 2016–2017  | Montreal Canadiens | NHL        | 3   | 1  | 0   | 1   | 0   | —  | — | — | — | —  |  |  |  |  |
|            | St. John's Icecaps | AHL        | 66  | 13 | 28  | 41  | 32  | 4  | 1 | 1 | 2 | 4  |  |  |  |  |
| 2017–2018  | Montreal Canadiens | NHL        | 26  | 4  | 2   | 6   | 8   | —  | — | — | — | —  |  |  |  |  |
|            | Laval Rocket       | AHL        | 26  | 7  | 23  | 30  | 20  | —  | — | — | — | —  |  |  |  |  |
| 2018–2019  | Laval Rocket       | AHL        | 5   | 1  | 0   | 1   | 2   | —  | — | — | — | —  |  |  |  |  |
|            | Los Angeles Kings  | NHL        | 8   | 1  | 0   | 1   | 2   | —  | — | — | — | —  |  |  |  |  |
|            | Ontario Reign      | AHL        | 23  | 4  | 7   | 11  | 18  | —  | — | — | — | —  |  |  |  |  |
| 2019–2020  | Avangard Omsk      | KHL        |     |    |     |     |     |    |   |   |   |    |  |  |  |  |
| NHL totalt | NHL totalt         | NHL totalt | 37  | 6  | 2   | 8   | 10  | —  | — | — | — | —  |  |  |  |  |
| AHL totalt | AHL totalt         | AHL totalt | 168 | 32 | 74  | 106 | 92  | 4  | 1 | 1 | 2 | 4  |  |  |  |  |
| WHL totalt | WHL totalt         | WHL totalt | 130 | 55 | 105 | 160 | 106 | 11 | 3 | 5 | 8 | 10 |  |  |  |  |